# Zeacumantus lutulentus
Zeacumantus lutulentus is een slakkensoort uit de familie van de Batillariidae. De wetenschappelijke naam van de soort is voor het eerst geldig gepubliceerd in 1842 door Kiener.